# سان خوسيه دي بوكاي
سان خوسيه دي بوكاي هي بلدية في نيكاراغوا، تقع في جينوتيغا، بلغ عدد سكانها 60,059 نسمة وذلك حسب إحصائيات سنة 2014، تبلغ مساحتها 3,990.40 كيلومتر مربع، رمزها البريدي هو 66600.